# The Real Housewives of Orange County
The Real Housewives of Orange County (RHOC) is een Amerikaanse reality-televisieserie die op 21 maart 2006 in première ging op de Amerikaanse televisiezender Bravo. De serie bestaat zestien seizoenen. In de serie worden de het persoonlijke en professionele leven van verschillende vrouwen gevolgd die in Orange County, Californië wonen. De serie is de allereerste versie in The Real Housewives franchise, die daarna ook varianten op andere plekken in Amerika en internationaal kreeg.
De cast van het huidige zeventiende seizoen bestaat uit Tamra Judge, Heather Dubrow, Shannon Storms Beador, Gina Kirschenheiter, Emily Simpson en Jennifer Pedranti.

## Start serie
In april 2005 werd het allereerste seizoen van The Real Housewives besteld door het Amerikaanse televisienetwerk Bravo.  De opzet was een documentaire, met de werktitel 'Behind The Gates'. De titel werd in januari 2006 veranderd naar The Real Housewives of Orange County  De maker van de show, Scott Dunlop, zei dat het oorspronkelijk de bedoeling was om een aantal gated community in Coto de Caza, Californië te volgen.  De serie was geïnspireerd op scripted soapseries zoals Desperate Housewives en Peyton Place, en zou de levens documenteren van vrouwen uit de hogere klasse die ‘een glamoureus leven leiden in een afgesloten gemeenschap in Zuid-Californië, waar aan het gemiddelde huis een prijskaartje van $ 1,6 miljoen hangt." 

## Overzicht
| Seizoen | Startdatum       | Cast members |
| ------- | ---------------- | --- |
| 1       | 21 maart 2006    | Kimberly Bryant, Jo De La Rosa, Vicki Gunvalson, Jeana KEough, Lauri Peterson                                            |
| 2       | 16 januari 2007  | Jo De La Rosa, Vicki Gunvalson, Jeana Keough, Lauri Peterson, Tammy Knickerbocker                                        |
| 3       | 6 november 2007  | Vicki Gunvalson, Jeana Keough, Lauri Peterson, Tammy Knickerbocker, Quinn Fry, Tamra Judge                               |
| 4       | 25 november 2008 | Vicki Gunvalson, Jeana Keough, Lauri Peterson, Tamra Judge, Lynne Curtin, Gretchen Rossi,                                |
| 5       | 5 november 2009  | Vicki Gunvalson, Jeana Keough, Tamra Judge, Lynne Curtin, Gretchen Rossi, Alexis Bellino,                                |
| 6       | 6 maart 2011     | Vicki Gunvalson, Tamra Judge, Gretchen Rossi, Alexis Bellino, Peggy Tanous                                               |
| 7       | 7 februari 2012  | Vicki Gunvalson, Tamra Judge, Gretchen Rossi, Alexis Bellino, Heather Dubrow,                                            |
| 8       | 1 april 2013     | Vicki Gunvalson, Tamra Judge, Gretchen Rossi, Alexis Bellino, Heather Dubrow, Lydia McLaughlin,                          |
| 9       | 14 april 2014    | Vicki Gunvalson, Tamra Judge, Heather Dubrow, Lizzie Rovsek, Shannon Storms Beador,                                      |
| 10      | 8 juni 2015      | Vicki Gunvalson, Tamra Judge, Heather Dubrow, Shannon Storms Beador, Meghan King Edmonds,                                |
| 11      | 20 juni 2016     | Vicki Gunvalson, Tamra Judge, Heather Dubrow, Shannon Storms Beador, Meghan King Edmonds, Kelly Dodd,                    |
| 12      | 10 juli 2017     | Vicki Gunvalson, Tamra Judge, Shannon Storms Beador, Lydia McLaughlin, Meghan King Edmonds, Kelly Dodd, Pegy Sulahian,   |
| 13      | 16 juli 2018     | Vicki Gunvalson, Tamra Judge, Shannon Storms Beador, Kelly Dodd, Gina Kirschenheiter, Emily Simpson,                     |
| 14      | 6 augustus 2019  | Tamra Judge, Shannon Storms Beador, Kelly Dodd, Gina Kirschenheiter, Emily Simpson, Braunwyn Windham-Burk,               |
| 15      | 14 oktober 2020  | Shannon Storms Beador, Kelly Dodd, Gina Kirschenheiter, Emily Simpson, Braunwyn Windham-Burk, Elizabeth Lyn Vargas,      |
| 16      | 1 december 2021  | Shannon Storms Beador, Heather Dubrow, Gina Kirschenheiter, Emily Simpson, Jen Armstrong, Noella Bergener,               |
| 17      | 7 juni 2023      | Shannon Storms Beador, Heather Dubrow, Tamra Judge, Gina Kirschenheiter, Emily Simpson, Jennifer Pedranti                |
| 18      | 11 juli 2024     | Shannon Storms Beador, Heather Dubrow, Tamra Judge, Gina Kirschenheiter, Emily Simpson, Jennifer Pedranti, Katie Ginella |